# Dinah Washington
Dinah Washington (eredeti nevén: Ruth Lee Jones) (Tuscaloosa, Alabama, 1924. augusztus 29. – Detroit, Michigan, 1963. december 14.) Grammy-díjas amerikai énekesnő.
Kisgyerekként egy chicagói baptista templom gospel kórusában kezdett énekelni, ahol még tizenéves korában a kórus vezetőjévé vált. Tizenöt évesen  megnyert egy chicago-i énekversenyt, minek következtében felfigyeltek rá, és kezdetét vette énekesi pályafutása.
Rendszeresen fellépett a Garrick Stage Bar emeleti színpadán, ahol a földszinten ugyanakkor Billie Holiday énekelt.
1942-től használta a Dinah Washington művésznevet. 1944-ben jelent meg első lemeze (Evil Gal Blues), amin Lionel Hampton és zenekara kísérte. A következő két évben vele dolgozott. 1948-1955 között huszonhét felvétele szerepelt az első tíz között az R&B toplistán. Együtt játszott és készített lemezeket sok kiemelkedő muzsikussal (Clifford Brown, Cannonball Adderley, Clark Terry, Ben Webster,...).
1959-ben jelent meg korszakos dala, a What A Difference A Day Made. A szám a Billboard Hot 100-on a negyedik lett. Ugyanilyen híressé lett egy duett: a Baby (You’ve Got What It Takes), melyet Brook Bentonnal adott elő.
A London Palladium-ban megrendezett koncertjén részt vett az angol királynő is.
Rövid élete alatt nyolcszor volt férjnél. Harminckilenc éves korában fogyókúrás tabletták túladagolásába halt bele.

## Diszkográfia
- 1950: Dinah Washington
- 1950: Dynamic Dinah! – The Great Voice of Dinah Washington
- 1952: Blazing Ballads
- 1954: After Hours with Miss "D"
- 1954: Dinah Jams
- 1955: For Those in Love
- 1956: Dinah!
- 1956: In the Land of Hi-Fi
- 1956: The Swingin' Miss "D"
- 1957: Dinah Washington Sings Fats Waller
- 1958: Dinah Sings Bessie Smith
- 1958: Newport '58
- 1959: The Queen
- 1959: What a Diff'rence a Day Makes!
- 1959: Unforgettable
- 1960: The Two of Us (with Brook Benton)
- 1960: I Concentrate on You
- 1960: For Lonely Lovers
- 1961: September in the Rain
- 1962: Dinah '62
- 1962: In Love
- 1962: Drinking Again
- 1962: Tears and Laughter
- 1962: I Wanna Be Loved
- 1963: Back to the Blues
- 1963: Dinah '63
- 1963: This Is My Story
- 1964: In Tribute
- 1964: Dinah Washington
- 1967: Dinah Discovered

Dinah Washington a halhatatlanok egyike: Rock and Roll Hall of Fame (1993)